# Brøndby Strands Idrætsklub
BSI Badminton er en badmintonklub i Brøndby Strand og er en afdeling af Brøndby Strands Idrætsklub. Klubben spiller og træner i Langbjerghallen. Langbjerghallen er en idrætshal, der er bygget sammen med Langbjergskolen. BSI Badminton har både en ungdomsafdeling, en seniorafdeling og en veteranafdeling. 
BSI Fodbold er en fodboldklub i Brøndby Strand og er en afdeling af Brøndby Strands Idrætsklub.

## Ekstern henvisning
- BSI Badmintons hjemmeside
- BSI Fodbolds hjemmeside Arkiveret 31. august 2011 hos  Wayback Machine

| Sport | Spire Denne artikel om sport er en spire som bør udbygges. Du er velkommen til at hjælpe Wikipedia ved at udvide den. |